# 海蘭萊德 (科羅拉多州)
海蘭萊克（英語：Highlandlake）是位於美國科羅拉多州韋爾德縣的一個非建制地區。該地的面積和人口皆未知。

## 地理
海蘭萊克的座標為40°14′52″N 105°00′52″W / 40.24778°N 105.01444°W，而該地的平均海拔高度為3002米（即9845英尺）。